# 红叶秋海棠
红叶秋海棠（学名：Begonia rhodophylla）是秋海棠科秋海棠属的植物，为中国的特有植物。分布于中国大陆的云南等地，生长于海拔1,800米至2,000米的地区，一般生于石灰岩常绿阔叶和落叶混交林中，目前已由人工引种栽培。